# Gönhammaren
Gönhammaren är ett naturreservat i Ljusdals kommun i Gävleborgs län.
Området är naturskyddat sedan 2009 och är 30 hektar stort. Reservatet på en liten bergsrygg består av tallskog, myrmark och småtjärnar. 